# Trasmiera
Die Comarca Trasmiera ist eine der 10 Comarcas in der autonomen Gemeinschaft Kantabrien. Sie wurde, wie alle Comarcas in der Autonomen Gemeinschaft Kantabrien, mit Wirkung zum 28. April 1999 eingerichtet.
Die Comarca umfasst 19 Gemeinden auf einer Fläche von 558,96 km² mit dem Hauptort Santoña.

## Gemeinden
| Gemeinde            | Einwohner (2024) | Fläche km² | Dichte Einw./km² | Cod INE | Postleitzahl                      |
| ------------------- | ---------------- | ---------- | ---------------- | ------- | --------------------------------- |
| Argoños             | 1.872            | 5,50       | 340              | 39005   | 39197                             |
| Arnuero             | 2.279            | 24,66      | 92               | 39006   | 39195                             |
| Bárcena de Cicero   | 4.741            | 36,77      | 129              | 39009   | 39790, 39791                      |
| Bareyo              | 2.133            | 32,44      | 66               | 39011   | 39170                             |
| Entrambasaguas      | 5.646            | 43,17      | 131              | 39028   | 39715                             |
| Escalante           | 736              | 18,98      | 39               | 39029   | 39795                             |
| Hazas de Cesto      | 1.867            | 21,89      | 85               | 39031   | 39730                             |
| Liérganes           | 2.390            | 36,73      | 65               | 39037   | 39722                             |
| Marina de Cudeyo    | 5.190            | 28,37      | 183              | 39040   | 39719                             |
| Medio Cudeyo        | 7.686            | 26,78      | 287              | 39042   | 39619, 39710, 39718, 39724, 39792 |
| Meruelo             | 2.311            | 16,37      | 141              | 39043   | 39192                             |
| Miera               | 398              | 33,77      | 12               | 39045   | 39723, 39725                      |
| Noja                | 2.700            | 9,20       | 293              | 39047   | 39180                             |
| Ribamontán al Mar   | 4.615            | 36,94      | 125              | 39061   | 39150                             |
| Ribamontán al Monte | 2.538            | 42,17      | 60               | 39062   | 39794                             |
| Riotuerto           | 1.675            | 30,48      | 55               | 39064   | 39720                             |
| Santoña             | 10.916           | 11,53      | 947              | 39079   | 39740                             |
| Solórzano           | 1.115            | 25,50      | 44               | 39084   | 39738                             |
| Voto                | 2.945            | 77,71      | 38               | 39102   | 39761, 39762, 39764, 39766        |
| Comarca Trasmiera   | 63.753           | 558,96     | 114              | –       | –                                 |